# Bartłomiej Wdowik
Bartłomiej Wdowik (* 25. September 2000 in Olkusz) ist ein polnischer Fußballspieler. Der auf Linksaußen einsetzbare Flügelspieler steht auf Leihbasis vom SC Braga beim polnischen Erstligisten Jagiellonia Białystok unter Vertrag.

## Karriere

### Frühe Karriere
Wdowik gab am letzten Spieltag der Saison 2017/2018 sein Debüt für Ruch Chorzow in der 1. Liga. Der Verein stieg anschließend in die 2. Liga ab. In der Folgesaison kam Wdowik auf 17 Einsätze, den erneuten Abstieg in die 3. Liga konnte er jedoch nicht verhindern. Für die Saison 2019/2020 wechselte er ablösefrei zu Odra Opole in die 1. Liga. Anfangs wurde Wdowik wie bei Ruch Chorsow noch als Linksaußen eingesetzt, jedoch wurde er ab dem 11. Spieltag zum Stammspieler auf der Linksverteidigerposition, wobei er jedes übrige Spiel der Hinrunde startete und komplett durchspielte.

### Jagiellonia Białystok
Im Winter 2020 wechselte Wdowik für eine Ablösesumme von 125.000 € zu Jagiellonia Białystok. Am 16. Februar 2020 gab er gegen Korona Kielce sein Debüt in der Ekstraklasa, der höchsten Spielklasse Polens. 8 weitere Einsätze sollten in der Saison folgen, welche Jagiellonia auf Platz 7 beendete. In der Saison 2020/21 sollte Wdowik am 18. Spieltag gegen Podbeskidzie sein erstes Profitor erzielen. In 21 Spielen kam er auf 2 Tore und eine Vorlage, während sein Verein Neunter wurde. In den folgenden 2 Saisons kam Wdowik auf Wettbewerbsübergreifend 50 Spiele sowie ein Tor und fünf Vorlagen, wobei Jagiellonia 12. und 14. wurde. In der Saison 2023/24 spielte er jedes Spiel der Mannschaft, welche am Ende der Saison überraschend polnischer Meister wurde. Wdowik kam in 34 Einsätzen auf 10 Tore, von denen sechs durch direkte Freistöße und eines direkt durch einen Eckstoß erzielt wurden, und gab dazu 6 Vorlagen. Im Mai 2024 wurde er als Verteidiger der Saison der Ekstraklasa ausgezeichnet.

### Schritt ins Ausland
Vor der Saison 2024/25 wechselte Wdowik für eine Ablösesumme von 1,5 Millionen Euro zum portugiesischen Verein Sporting Braga und unterschrieb dort einen Vierjahresvertrag. Er debütierte gegen Petah Tikvan in der Europa League-Qualifikation. Es sollte sein einziger Einsatz für Braga sein, bevor er im selben Transferfenster an Hannover 96 ausgeliehen wurde. Der Leihvertrag beinhaltet eine Kaufoption. Am 4. Spieltag gab Wdowik gegen Fortuna Düsseldorf sein Debüt in der 2. Bundesliga. Hannover 96 zog die Kaufoption in der Leihe im Sommer 2025 nicht. Daraufhin wurde Wdowik für die Saison 2025/26 an Jagiellonia Białystok verliehen.

### Nationalmannschaft
Im November 2023 wurde Wdowik erstmals für die polnische A-Nationalmannschaft berufen, nachdem er bereits für die polnische U-20 und U-21 aufgelaufen war. Sein Länderspieldebüt gab er am 21. November 2023 gegen Lettland.

## Erfolge

### Kluberfolge
Polnischer Meister: 2023/24

### Individuelle Auszeichnungen
Abwehrspieler der Saison: Ekstraklasa 2023/24